# Tremandra stelligera
Tremandra stelligera är en tvåhjärtbladig växtart som beskrevs av Robert Brown och Dc.. Tremandra stelligera ingår i släktet Tremandra och familjen Elaeocarpaceae. Inga underarter finns listade i Catalogue of Life.